# Singaraja
Singaraja (Indonesisch voor "Leeuwenkoning"), oude spelling Singaradja, is een stad alsmede de zetel van het regentschap en het vroegere koninkrijk Buleleng op het Indonesische eiland Bali. De stad bevindt zich op de noordkust, net ten oosten van de badplaats Pantai Lovina. De stad heeft een bevolking van 111.969 (2000), waarmee het de tweede stad vormt van het eiland na Denpasar.

## Geschiedenis
Vanaf de tiende eeuw was de haven van Singaraja een populair handelscentrum. Handelaren uit heel Azië kwamen hiernaartoe om goederen als wapens en opium in te wisselen voor vers water, voedsel, vee en slaven. Singaraja hoorde bij het koninkrijk Buleleng in het noorden van Bali.
Met name Arabische handelaren vestigden zich hier vanaf de 15e eeuw en brachten de islam naar Bali. Vandaag de dag is de invloed hiervan nog zichtbaar in moskeeën, een percentage Balinezen dat islamiet is en een kleine Arabische gemeenschap.
In 1604 werd in het centrum van het koninkrijk een prachtig paleis opgericht en genoemd Singaradja. Deze naam verwijst naar de bijnaam van de inwoner van het paleis, de koning die gelijk was aan de moed van een leeuw. Deze heette Ki Gusti Ngurah Panji Sakti. Onder zijn heerschappij werden gebieden in Bali en Oost-Java veroverd en onder zijn opvolgers grote delen van Lombok en kreeg daardoor een belangrijke machtspositie in de regio.
De aangrenzende haven Buleleng alsmede de stad Singaradja werden in 1815 verwoest door hete as en vloedgolven doordat de vulkaan Tambora op Sumbawa uitbarstte.
De generaties na Panji Sakti waren een stuk minder bekwaam. En de koning van Karangasem wist dan ook de troon van Buleleng te veroveren. De inwoners van Singaraja gaven de strijd niet op en in 1823 lukt het ze om Karangasem te verdrijven. 
In 1846, 1848 en in 1849 landden hier Nederlandse expeditietroepen die Singaradja kortstondig bezetten om de plundering van gestrande schepen (strandrechten noemde de Balinezen het) te beëindigen. In dat laatste jaar kwam het grootste deel van het koningshuis om in een rituele zelfmoordaanval en werd hun paleis verwoest. In 1860 werd toen een overgebleven lid van de familie, I Gusti Ngurah Ketut Djlantik door de Nederlanders tot koning van Buleleng aangesteld. Hij steunde later de opstand tegen de Nederlanders in het nabijgelegen Banjar in 1868 en werd uiteindelijk in 1873 verbannen naar Padang. Formeel verloor het koninkrijk zijn zelfstandigheid pas in 1882, toen het onder rechtstreeks Nederlands bestuur kwam. Pas in 1929 benoemden de Nederlanders weer een nieuwe koning, namelijk diens kleinzoon I Gusti Putu Djlantik. Hij herbouwde het paleis wat er nu nog staat en stichtte de bibliotheek op zijn terrein. In 1945 werd zijn oudste zoon Anak Agung Panji Tisna radja (koning) van Buleleng/Singaraja en bleef dit formeel tot 1950 toen de nieuwe republiek Indonesië de koningshuizen afschafte. Hij was de eerste Balinese koning die zich bekeerde tot het christendom en toen hij in 1978 stierf, was hij ook de eerste Balinese koning die niet gecremeerd maar alleen begraven werd. Daarnaast was hij een bekend Balinees schrijver en pioneer in het toerisme naar Bali.
Singaraja vormde tijdens de Nederlandse koloniale periode het bestuurlijk centrum van Bali en de Kleine Soenda-eilanden tot 1958. Ook was het de traditionele aankomsthaven voor veel bezoekers van het eiland. In 1924 begon de KPM een wekelijkse dienst met een stoomschip via deze havenstad naar het toenmalige Batavia nu Jakarta, Soerabaja en Makassar, waardoor het toerisme mede op gang kwam. De stad bezit veel koloniale architectuur.

## Bezienswaardigheden

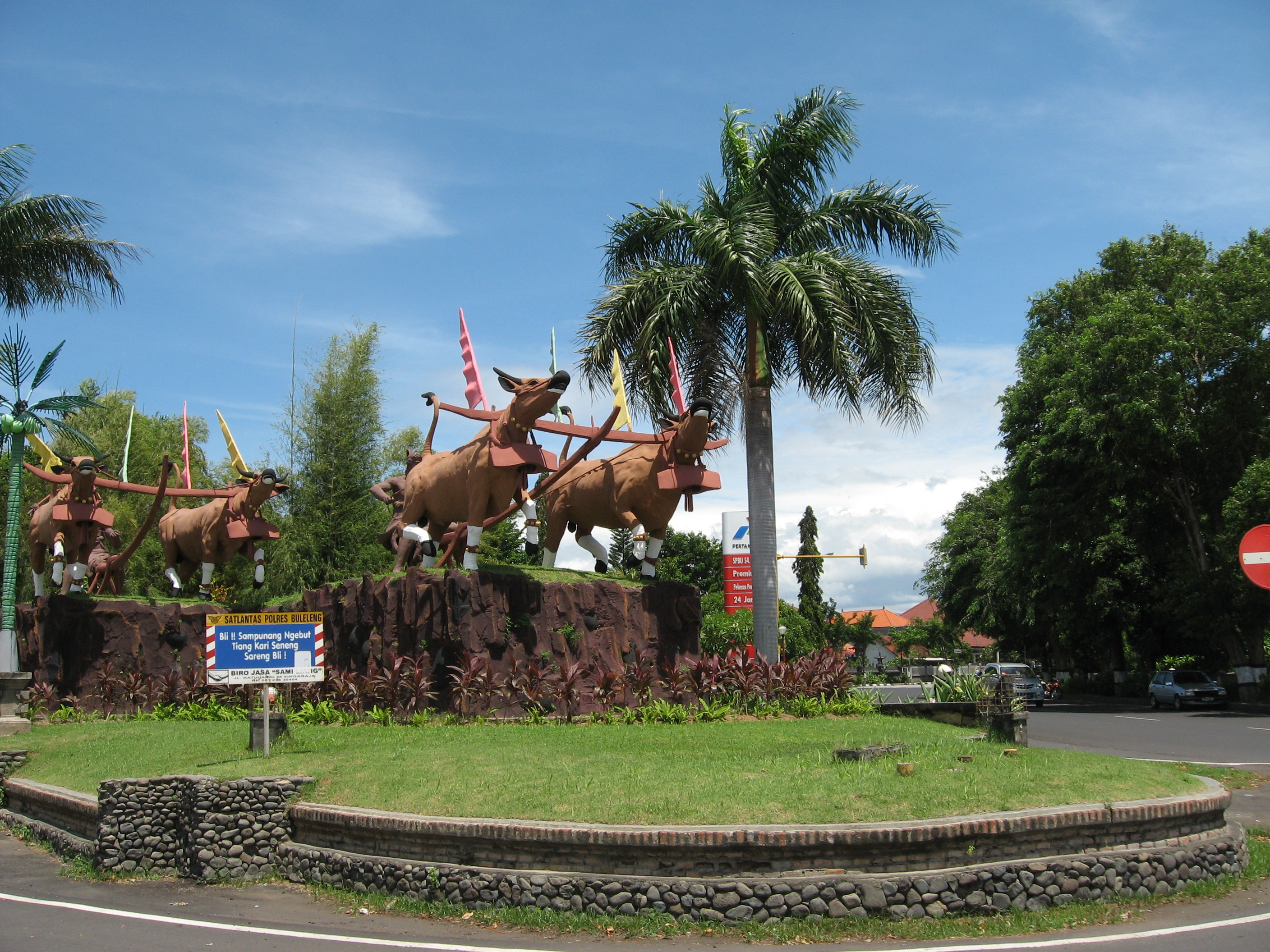
Monument aan de westelijke toegangsweg van de stad

- In de stad bevindt zich het voormalige koningspaleis (Puri), waar nog altijd een van de vier vrouwen van de laatste radja woont. Deze radja, A.A. Panji Tisna genoemd, was ook een van de belangrijkste schrijvers van Bali.
- De grootste en belangrijkste tempel van Noord-Bali, de Pura Jagat Natha, staat in het centrum van Singaraja.
- De bibliotheek Gedong Kirtya bevindt zich iets ten zuiden van het stadscentrum en vormt de enige bibliotheek ter wereld waar zich palmbladhandschriften (oude en heilige teksten in oud-Balinees op bladeren van de lontarpalm; Borassus flabellifer) bevinden. In de bibliotheek bevinden zich ook vele Nederlandstalige boeken over het toenmalige Indië.
- Bij Kubutambahan bevindt zich de tempel Pura Meduwe Karang.

## Demografie
| 1905  | 1930   | 1961   | 1980   | 1990   | 2000    |
| ----- | ------ | ------ | ------ | ------ | ------- |
| 8.700 | 12.300 | 33.300 | 63.800 | 59.200 | 111.969 |

## Geboren
- Henri Koot (1883-1959), deskundige op het gebied van cryptografie en cryptologie
- Panji Tisna (1908-1978), schrijver

## Partnersteden
- Bacalod City, Filipijnen
- Andong, Zuid-Korea